# Phare de Zaglav
Le phare de Zaglav (en croate : Svjetionik Hrid Zaglav) est un phare actif situé sur l'îlot Zaglav, à l'ouest de l'île Cres (municipalité de Cres) dans le Comitat de Primorje-Gorski Kotar en Croatie. Le phare est exploité par la société d'État Plovput .

## Histoire
Le phare, construit en 1876 sur l'îlot Zaglav, se situe sur le côté ouest de l'île Cres, face au phare de Crna Punta à Koromačno.

## Description
Le phare  est une tour carrée de 15 m de haut, avec galerie et lanterne, sur une maison de gardien de deux étages. Le bâtiment est couleur gris pierre et la lanterne est blanche. Il émet, à une hauteur focale de 17 m, trois brefs éclats blancs toutes les 15 secondes. Sa portée est de 10 milles nautiques (environ 19 km).
Identifiant : ARLHS : CRO-020 - Amirauté : E2764 - NGA : 12152 .

## Caractéristiques dufeu maritime
Fréquence :
- Lumière/Obscurité (W-W-W) : 15 (0.5 2/0.5+2/0.5+9.5) secondes

|          |
| Le phare |

### Lien connexe
- Liste des phares de Croatie